# シュブ＝ニグラス

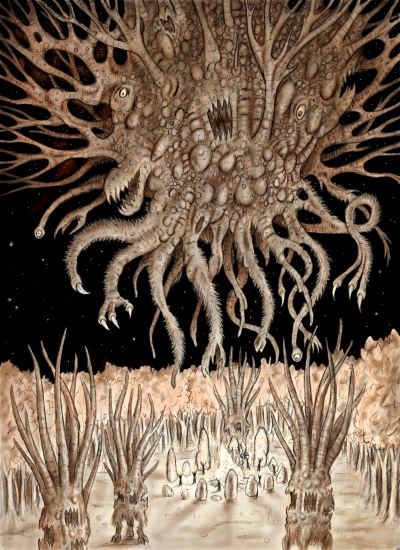

シュブ＝ニグラス（Shub-Niggurath、シュブ＝ニグラース、シュブ＝ニグラート、シュブ＝ニググラトフ、シュブ＝ニグラトとも）は、クトゥルフ神話に登場する架空の神性。
しばしば「千匹の仔を孕みし森の黒山羊（The Black Goat of the Woods with a Thousand Young）」と呼称される。

## 概要
豊穣の女神・母神という性格を持ち、ヨグ＝ソトースの妻であるとも言われる。サバトのイメージによって形づくられた元々の性質から、実在する自然崇拝や黒魔術に馴染み易い。

### ラヴクラフトによる初期言及
創作者はハワード・フィリップス・ラヴクラフトであり、彼の『闇に囁くもの（The Whisperer in Darkness）』において崇拝儀式の文句に登場している。深い森の奥で、異星種族とそれに仕える人間によって行われるこの儀式は、西洋において悪魔崇拝とみなされた魔女の集会、いわゆるサバトそのものである。「山羊」がシュブ＝ニグラスを象徴するのも、古代宗教において豊穣の象徴と崇拝され、キリスト教によって悪魔、サバトの中心とされたモチーフに由来する。
表だって扱われることはなかったものの、シュブ=ニグラスは以後もラヴクラフトの作品において度々言及された。『永劫より』においては古代にムー大陸で崇拝されていたと言及され、『墳丘の怪』においては地底世界クン＝ヤンの住民に崇拝されている。いずれにおいても豊穣神/母神としての性格を残しており、『永劫より』においてはナグとイェブなる子神をもち、『墳丘の怪』においては「洗練されたアシュタロトのようなもの」と形容されている。人類に好意的とされており、信徒には恩恵を与える。
ラヴクラフトは友人との書簡や私書に冗談を差し挿むことを好んだが、J・F・モートン宛の手紙などにも「イア！シュブ＝ニグラス」の文句を混ぜ、同じくモートン宛の書簡において自らの創作した神々の系図を載せている。それによるとシュブ＝ニグラスは、アザトースの3子「ナイアーラトテップ」「無名の霧」「闇」のうち、「闇」から出でた存在であり、「無名の霧」から出でたヨグ＝ソトースとの間に恐ろしき双子ナグとイェブをもうけたとされる。
また初期作品『壁のなかの鼠』には、ウェールズにおける大地母神キュベレー（異名はマグナ・マーター/偉大なる母）信仰が言及されている。

### ダーレスらによる体系化
オーガスト・ダーレスによってクトゥルフ神話が体系化されると、シュブ＝ニグラスは旧支配者の一柱、「地」を象徴する神々の一員と位置づけられた。
旧支配者シュブ＝ニグラスは、四大霊ならば地の精であり、外なる神にもカテゴリされ得るものとなっている。もともと旧支配者四大霊の「地」カテゴリには、シュブ＝ニグラス、ツァトゥグァ、ヨグ＝ソトース、ナイアーラトテップなどがまとめられていたが、後に「第五元」が提唱されてヨグ＝ソトースとナイアーラトテップはそちらに移動となり、シュブ＝ニグラスが地の最高神へと変わった。そしてTRPGにおいては旧支配者の上位区分「外なる神」が設けられ、第五元の神々がまとめられるが、シュブ＝ニグラスも外なる神とされた。
また、ハスターの妻とされることがある（複雑なため脚注にて解説する）。日本の作品はこの側面を掘り下げている。
クトゥルフ神話TRPGにおいては、外なる神にカテゴリされ（先述）、「雲のような姿」のビジュアルが言及され（後述）、眷属「黒い仔山羊」の設定が掘り下げられる（後述）など、諸設定が統合されている。また、パンの大神がシュブ＝ニグラスの男性相とされている。

### 系図・眷属
太母神として、複数の男神との間に、子神たちをもうけている。ヨグ＝ソトースとの間にナグとイェブを産み、その系譜はクトゥルフやツァトゥグァに繋がる。ハスターとの間にイタカ、ロイガー、ツァールを産む。イグとの間にウトゥルス＝フルエフルを産み、ウトゥルス＝フルエフルは彼女の長女とされる。また男神としての側面もあるらしく、女神マイノグーラと交わりティンダロスの猟犬たちを産ませたとされている。
黒い仔山羊と呼ばれるシュブ＝ニグラスの落とし子が存在する。樹木状で、山羊のような蹄をもつ生物である。資料によってはこれがシュブ＝ニグラスの信者にとって貴重な蛋白源となったことが崇拝の源になったとも記述されている。

### その他
ラヴクラフト代筆の『アロンソ・タイパーの日記』においては「ヴァルプルギスの夜」の魔宴で崇拝され、ダーレスの『暗黒の儀式』においては「仔を産み続け、なべての森のニュンペー、サテュロス、レプラコーン、矮人族を支配せん」とのネクロノミコンの記述が見られる。ラムジー・キャンベルの『ムーン・レンズ』においてはサバトやアシュタロトにくわえ、世界各地の山羊の崇拝、ヘカテー崇拝とも結びつけられている。ロバート・ブロックの『無人の家で発見された手記』は古代宗教であるドルイド信仰とクトゥルフ神話の融合を扱い、また作中に登場する樹木状の怪物が山羊のような蹄をもっておりシュブ＝ニグラス崇拝とドルイド信仰を結びつけている。
信徒が多いとされており、『エンサイクロペディア・クトゥルフ』では、チョー＝チョー人・ハイパーボリア人・ムー人・ギリシャ人・クレタ人・エジプト人・ドルイド・サルナス人・ユゴスからのもの・ドール種族・ヤディスのヌグ＝ソスが挙げられている。
クラーク・アシュトン・スミスの『アゼダラクの聖性』には「千の雌羊を随えし雄羊」という一節がある。オーガスト・ダーレスはこのフレーズをシュブ＝ニグラスと結び付けており、ダーレスを経由して、ラムジー・キャンベルが『ムーン・レンズ』を書き、またブライアン・ラムレイが『タイタス・クロウの帰還』を書いている。
『コールオブクトゥルフd20』では、三柱の外なる神に位置付けられ、死のアザトース、生のシュブ＝ニグラス、時間のヨグ＝ソトースで三位一体をなす。またシュブ＝ニグラスにアブホースが統合されている。

## 容姿
存在そのものを扱った作品が少ないため、その姿については判然としていないが、言及例は幾つかある。
- ラヴクラフトは友人宛の書簡にて、彼女を「恐ろしい雲のような存在」と表現した[12]。
- 最初に姿が描写されたのが、ラムジー・キャンベルの『ムーン・レンズ』。旧神に英国ゴーツウッドに封印されつつも崇拝者がおり、月光の夜に具現化する。多眼、白い柱状の胴体に多脚と、山羊に形容されるだけで全く似つかない。また男性体で呼ばれる。
- ブードゥー教とシュブ＝ニグラス崇拝をからめたD・J・ウォルシュJrの『呪術師の指環』にはシュブ＝ニグラスの神像が登場する。山羊のような生き物を表したものの、はっきりとした違和感・不自然さを持っており、何本かの触手があって、見誤りようのない冷笑的な、しかし人間的な感情を持った像であるとされている。
- テーブルトークRPG『クトゥルフの呼び声（The Call of Cthulhu）』における設定では、その姿は泡立ち爛れた雲のような肉塊で、のたうつ黒い触手、黒い蹄を持つ短い足、粘液を滴らす巨大な口を持つとされる。[注 7]
- 風見潤の『クトゥルー・オペラ』には、姿がはっきりと出てくる。黒山羊の姿で、角が触手化しており、足が萎えて腹が膨らんでいる。この姿は二木靖により挿絵化され、ヒマラヤに潜むという設定等と併せて『邪神伝説シリーズ』に踏襲される。
- ベネット・ライリーの『Star-crossed』（未訳）では、人間体で登場する。人間の女性レベルの脳・思考となるため、感情に振り回されてしまいがちになり、彼女同様に人間の男性に化身していたハスターと恋愛ドラマを繰り広げている。

## 作品
先述のように、創造者ラヴクラフトは、最後の検査、墳丘の怪、闇に囁くもの、博物館の恐怖、永劫より、アロンソ・タイパーの日記などで言及し（6作中5作までが他人名義の代筆作品である）、また友人宛の書簡で説明を補う。シュブ＝ニグラスは登場作品が少なく、言及作品が多いという神である。ストーリーに関わらない小言及のみの作品は除外する。
登場作品
- ラムジー・キャンベル：ムーン・レンズ（1964）
- D・J・ウォルシュJr：呪術師の指環（1971）
- ベネット・ライリー：Star-crossed（2009未訳）[14]

関連作品
- ロバート・ブロック：無人の家で発見された手記（1951）
- スティーヴン・キング：クラウチ・エンドの怪（1980、改稿版1993）
- ジェイムズ・ロバート・スミス：タトゥル（1997）
- ナディア・ブキン：赤い山羊、黒い山羊[注 8]（2010）
- ブライアン・ラムレイ：タイタス・クロウの帰還（1975）

日本での派生作品
- 風見潤：クトゥルー・オペラ（1980-1982）
- 矢野健太郎：邪神伝説シリーズ・渚事件簿（1988-1993）
- 飯田ぽち。：姉なるもの（2016-）